# Portugal en los Juegos Olímpicos de Oslo 1952
Portugal estuvo representado en los Juegos Olímpicos de Oslo 1952 por un deportista que compitió en esquí alpino.  
El portador de la bandera en la ceremonia de apertura fue el esquiador Duarte Silva. El equipo olímpico portugués no obtuvo ninguna medalla en estos Juegos.